# Brookea
Brookea ist eine Pflanzengattung, die der Familie der Wegerichgewächse (Plantaginaceae) zugerechnet wird. Die etwa vier Arten kommen nur auf Borneo vor.

## Beschreibung

### Vegetative Merkmale
Brookea sind vielverzweigte Sträucher oder kleine Bäume, die dicht feinfilzig bis filzig behaart sind. Die Stämme sind aufrecht und gerundet. Die Laubblätter sind stängelständig, gegenständig und gestielt. Die lederige Blattspreite ist lanzettlich oder eiförmig mit zugespitztem oberen Ende und mit einem gesägten bis gezähnten Blattrand.

### Generative Merkmale
Die Blüten sind nahezu sitzend oder kurz gestielt.
Die zwittrigen Blüten sind zygomorph mit doppelter Blütenhülle. Der glockenförmige Kelch ist feinfilzig behaart und auf ein Drittel seiner Länge in vier oder fünf Kelchlappen geteilt. Die Krone ist weiß gefärbt, der Kronsaum ist in zwei Lippen geteilt. Die Kronzipfel sind abstehend, die Kronröhre ist zylindrisch und länger als die Kronzipfel. Die vier Staubblätter stehen nicht über die Krone hinaus. Der Fruchtknoten ist eiförmig. Die Narbe ist zweilappig.
Es wird eine Kapselfrucht gebildet.

## Systematik und Verbreitung
Die Gattung Brookea wurde 1876 durch George Bentham in Bentham und Hooker f.: Genera Plantarum ad exemplaria imprimis in herbariis Kewensibus; 2, 2, S. 939 aufgestellt. Der Gattungsname Brookea wurde wahrscheinlich zu Ehren des englischen Abenteurers James Brooke (1803–1868) gewählt.
Die Gattung Brookea wurde früher unter anderem der Tribus Bowkerieae der Familie der Braunwurzgewächse (Scrophulariaceae) zugeordnet. Nach molekulargenetischen Untersuchung gehört die Gattung Brookea in die Familie Plantaginaceae.
Zur Gattung Brookea gehören etwa vier Arten, die alle nur auf Borneo vorkommen:
- Brookea albicans Stapf
- Brookea auriculata T.Yamaz.
- Brookea dasyantha Benth.
- Brookea tomentosa Benth.